# Orange (公司)
Orange（法語：Orange S.A.），是法國主要的電信公司，前身為法國電信（France Télécom S.A,），2013年7月1日改现名。

## 歷史

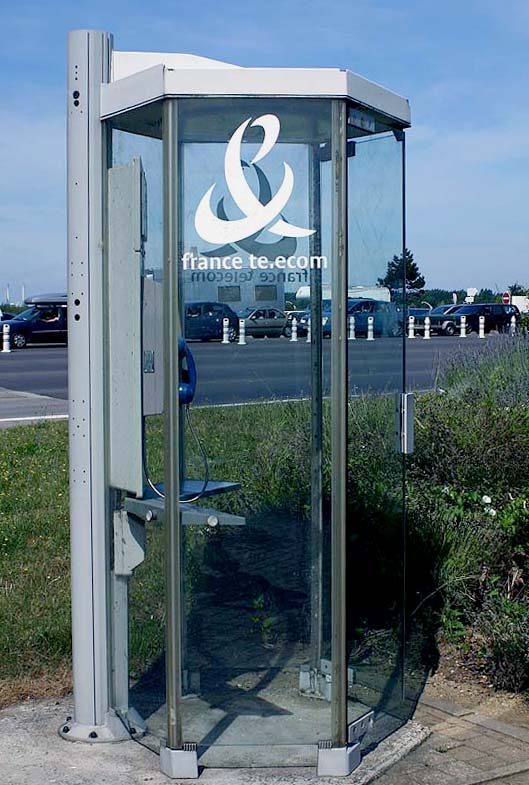
法國電信的電話亭

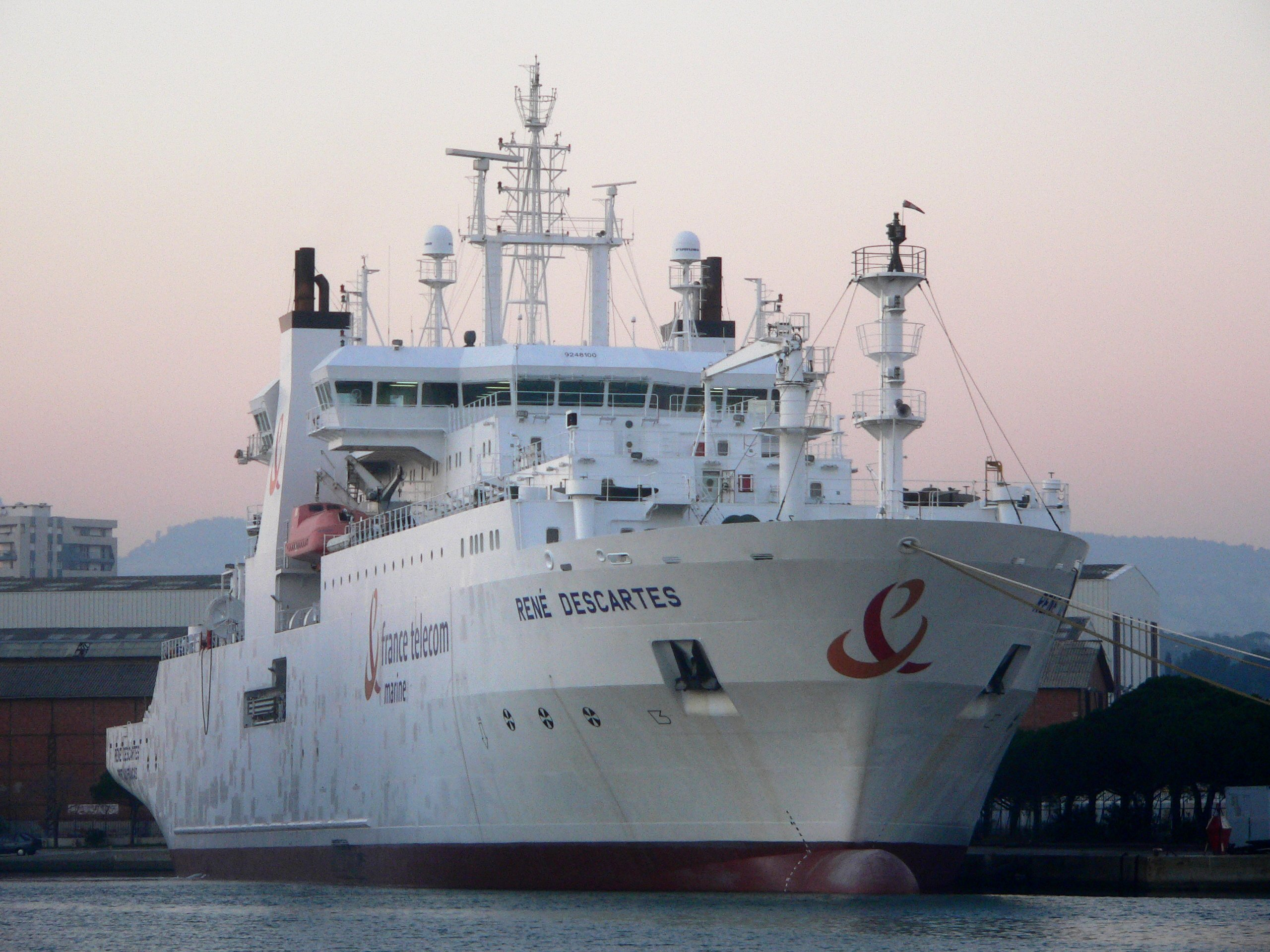
法國電信的海底電纜鋪設船

李嘉诚的和记黄埔曾于1991年至1999年控股Orange公司。后几经易手，最终在2000年5月31日被法国电信以220億歐元現金，另外180億歐元股份向沃達丰收購。
2001 年 2 月 13 日，Orange S.A. 以每股 95 歐元的首次公開募股在巴黎泛歐證券交易所上市，並在倫敦進行了二次上市。2003年11月21日，法國電信撤回了Orange在巴黎證券交易所交易的13.7%的股份。
2007 年 6 月，Orange and Mid Europa Partners 收購了奧地利移動網絡公司 One，將其更名為 Orange Austria。 2012年，它被出售給和記3G，Orange Austria品牌被終止。
2008 年 6 月，在兩家公司未能就條款達成一致後，Orange公司放棄了對瑞典運營商 TeliaSonera 的 270 億歐元的出價。 
2009 年 9 月 8 日，Orange 和 T-Mobile 母公司德國電信宣布，他們正在就合併英國業務進行深入談判，以創建擁有 37% 市場份額的最大移動運營商。由於目標市場的差異，T-Mobile 和 Orange 品牌都被保留了下來。 T-Mobile 仍然是经济型產品，而 Orange 是優質產品。
2009 年 10 月 28 日，Orange 將其盧森堡電信公司 VOXMobile 的名稱更改為 Orange。
2010 年 4 月中旬，Orange UK 宣布將其寬帶網絡的管理外包給 BT（英國電信）。該公告受到積極歡迎，他們認為此舉可能會改善 Orange 的寬帶質量和客戶服務。
2012年2月3日，和記黃埔宣布將以17億美元收購Orange Austria。該交易於 2013 年 1 月 3 日完成。
在 2013 年 5 月 28 日的年度股東大會上，股東批准將集團名稱更改為 Orange S.A。該名稱於 2013 年 7 月 1 日生效。
2014 年 9 月，Orange 同意以約 34 億歐元的價格收購西班牙公司 Jazztel。
2020 年 7 月，Orange 利用 Eutelsat Konnect 衛星推出了一項基於衛星的家庭寬帶服務。 

## 關係企業
法國電信底下擁有許多事業群，例如萬那杜（Wanadoo，法國第一大，亦為全歐洲第二大的網路服務供應商）、Orange SA（法國第一大手機服務公司）及負責數位通訊網路商業服務的易寬特公司（Equant）。目前法國電信已宣布，將在2006年停止使用「易寬特」及「萬那杜」這兩個品牌，並將兩者整合至「Orange」，希望藉由品牌重塑達到公司形象的整合與單一化。
另一家公司阿根廷電信曾是法國電信最重要的子公司之一；然而法國電信已於2003年其出售 CTE Salvador 的同時拋出了對阿根廷電信的大部分持股。目前法國電信對阿根廷電信的持股約只有1%。
目前法國電信在美國的兩家公司為易寬特及Innovacom，此外在波士頓及加州的南舊金山也分別有兩座研發實驗室。
2009年9月9日德意志電信將旗下T-Mobile英國業務，與法國電信旗下Orange英國業務整合，組建各佔50%股權的合營公司Everything Everywhere。合併後，手機用戶達到2,840萬，占英國逾37%的手機市場，成為英國最大手機營運商。
2014年9月15日法國電訊商Orange，以每股13歐元，斥資34億歐元現金（44億美元）現金收購西班牙寬頻服務商Jazztel Plc
2015年2月5日由英國電信以125億英鎊收購Everything Everywhere

## 垄断争议
1999年，法国另一家电信运营商NEUF电信公司以“违反自由竞争”为名将法国电信告到竞争委员会。2005年11月，法国竞争委员会以涉嫌非法垄断法国ADSL市场为名，对法国电信处以8000万欧元重罚。法国电信不服，将官司打到巴黎上诉法院。2006年7月10日，巴黎上诉法院在公告中指出，法国电信有关违反自由竞争的行为是严重的，竞争委员会的处罚决定是适宜的。
2009年9月9日德意志電信將旗下T-Mobile英國業務，與法國電信旗下Orange英國業務整合，組建各佔50%股權的合營公司Everything Everywhere。合併後，手機用戶將達到2,840萬，占英國逾37%的手機市場，成為英國最大手機營運商。

## 外部連結
- France Télécom website（页面存档备份，存于）- 法國電信的官方網站
- Pages Blanches France Telecom（页面存档备份，存于） – 法國電信的白頁
- Pagesjaunes.fr exFrance Telecom（页面存档备份，存于） – 法國電信的黃頁
- Yellowpages.fr（页面存档备份，存于）- 法國電信的官方網站